# Повжик Володимир Порфирійович
Володимир Порфирійович Повжик (1 лютого 1936, Чернігів — 22 травня 2000, Київ) — український розвідник. Генерал-майор. Начальник Першого Управління Комітету державної безпеки при Раді Міністрів Української РСР (1989—1991). Т.в.о. Начальника Головного управління розвідки Служби національної безпеки України (1991).

## Життєпис
Народився 1 лютого 1936 року в місті Чернігів. У 1958 році закінчив Одеський технологічний інститут.
З 1958 по 1959 рр. — працював головним механіком Комарівського овочесушильного заводу
З 1959 по 1960 рр. — старшим інженером-механіком Чернігівської обласної спілки споживачів.
З 1960 по 1962 рр. — другий секретар Чернігівського обкому ЛКСМ України.
З 1962 року стає слухачем дворічних курсів підготовки оперативного складу із знанням іноземної мови при Вищій школі Комітету державної безпеки при Раді Міністрів СРСР ім. Ф. Е. Дзержинського.
У серпні 1964 року йому присвоєно військове звання лейтенанта та призначено старшим оперативним уповноваженим Управління КДБ по Кримській області в українському місті Ялта.
Уся подальша служба проходить у підрозділах зовнішньої розвідки КДБ СРСР. У 1967 ро ці він пройшов підготовку на спеціальних курсах при ВШ КДБ при РМ СРСР ім. Ф. Е. Дзержинського. Після цього перебував упродовж кількох років у довгостроковому закордонному відрядженні в одній з країн Сходу.
Після повернення з-за кордону працював на різних посадах у Першому управлінні КДБ при РМ Української РСР.
У 1974—1978 роках він знову перебуває за кордоном у західно-європейській країні.
У 1978 році — призначений на посаду заступника начальника відділу Першого управління КДБ Української РСР, на якій працює до березня 1979 року. Згодом його підвищено за посадою до начальника відділу, присвоєно військове звання полковника, а з лютого по березень 1986 року він на посаді заступника начальника Першого управління КДБ Української РСР.
З серпня 1986 року по серпень 1989 року — секретар партійного комітету КДБ Української РСР.
У серпні 1989 року призначений начальником Першого управління КДБ Української РСР, а в 1991 році присвоєно військове звання генерал- майора.
З вересня по листопад 1991 року тимчасово виконує обов'язки начальника Головного управління розвідки Служби національної безпеки України.
З листопада 1991 по січень 1993 років — перший заступник начальника ГУР Служби безпеки України
З січня 1993 по 26 липня 1993 року — радник Голови групи радників та консультантів Голови СБ України
26 липня 1993 року звільнений у запас Служби безпеки України.
22 травня 2000 року помер.

## Нагороди та відзнаки
- Орден Червоної Зірки,
- медаль «За трудову доблесть»,
- медаль «За бездоганну службу» 3-го ступеня,
- медаль «За бездоганну службу» 2-го ступеня,
- медаль «За бездоганну службу» 1-го ступеня